# Colâtre
Die Colâtre ist ein Fluss in Frankreich, der im Département Nièvre in der Region Bourgogne-Franche-Comté verläuft. Sie entspringt an der Gemeindegrenze von Neuville-lès-Decize und Toury-sur-Jour, macht im Oberlauf einen Bogen nach Westen durch ein kleines Seengebiet im Wald von Perray, entwässert danach aber generell in nördlicher Richtung und mündet nach rund 34 Kilometern im Gemeindegebiet von Chevenon als linker Nebenfluss in die Loire. In ihrem Unterlauf quert die Colâtre den Loire-Seitenkanal.

## Orte am Fluss
(Reihenfolge in Fließrichtung)
- Corcelle, Gemeinde Neuville-lès-Decize
- Azy-le-Vif
- Parenche, Gemeinde Azy-le-Vif
- Neuftables, Gemeinde Luthenay-Uxeloup
- Luthenay-Uxeloup
- Les Noues, Gemeinde Chevenon
- Les Colons, Gemeinde Chevenon

## Sehenswürdigkeiten
- Château de Rosemont, Burgruine aus dem 13. Jahrhundert am Flussufer, in der Gemeinde Luthenay-Uxeloup – Monument historique[4]

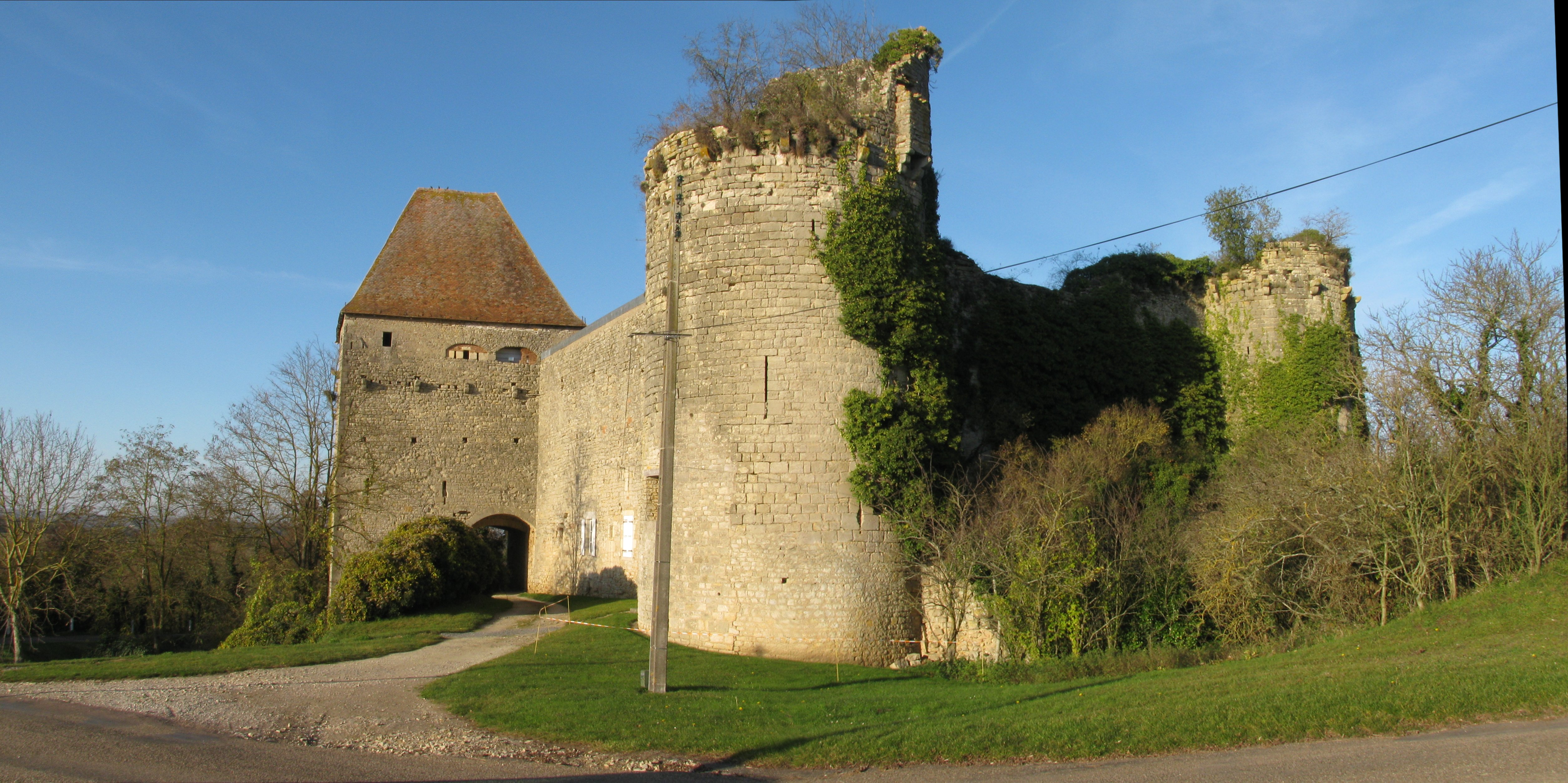
Château de Rosemont